# Zhoř u Mladé Vožice
Zhoř u Mladé Vožice è un comune della Repubblica Ceca facente parte del distretto di Tábor, in Boemia Meridionale.

## Galleria d'immagini

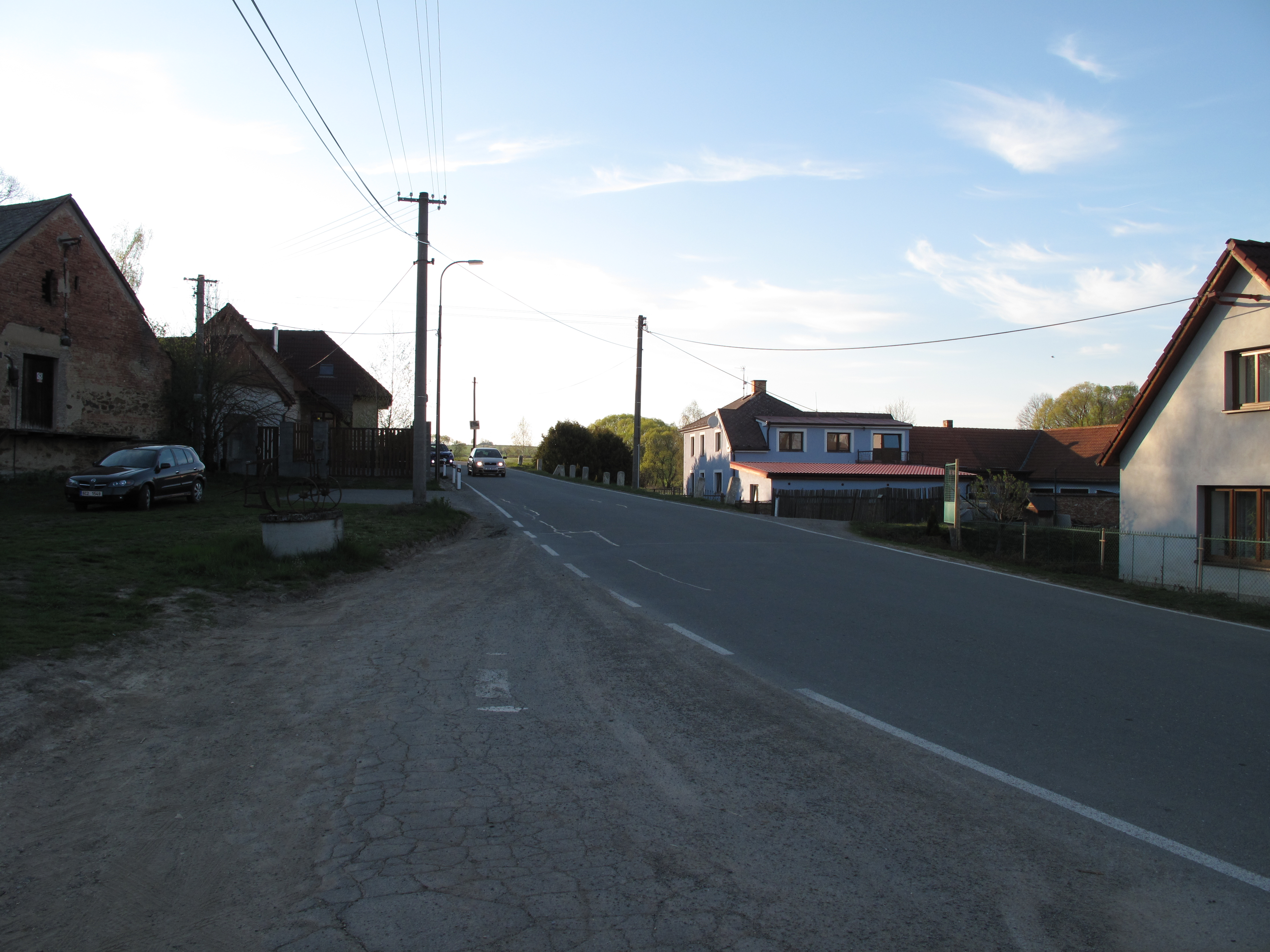
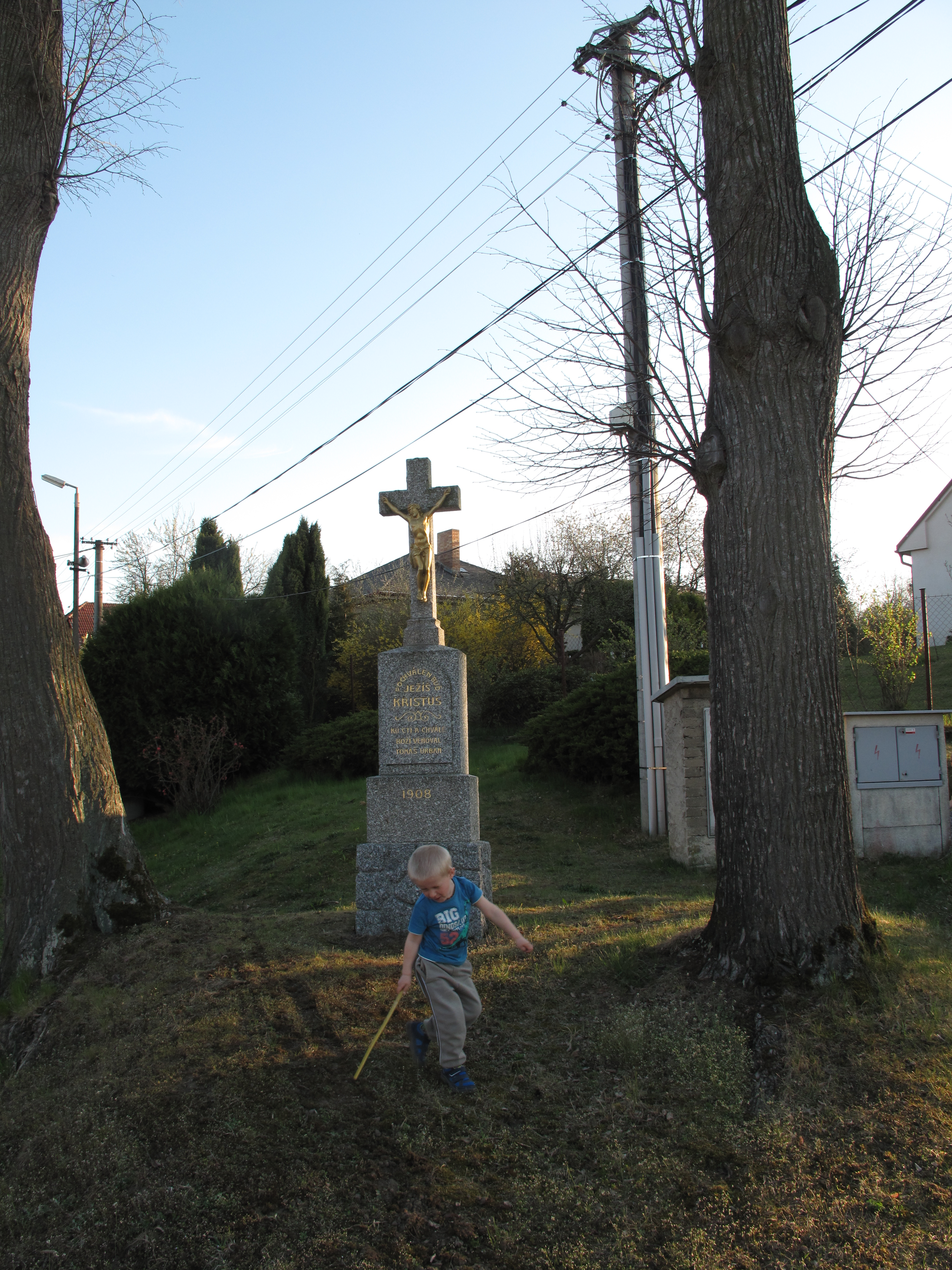
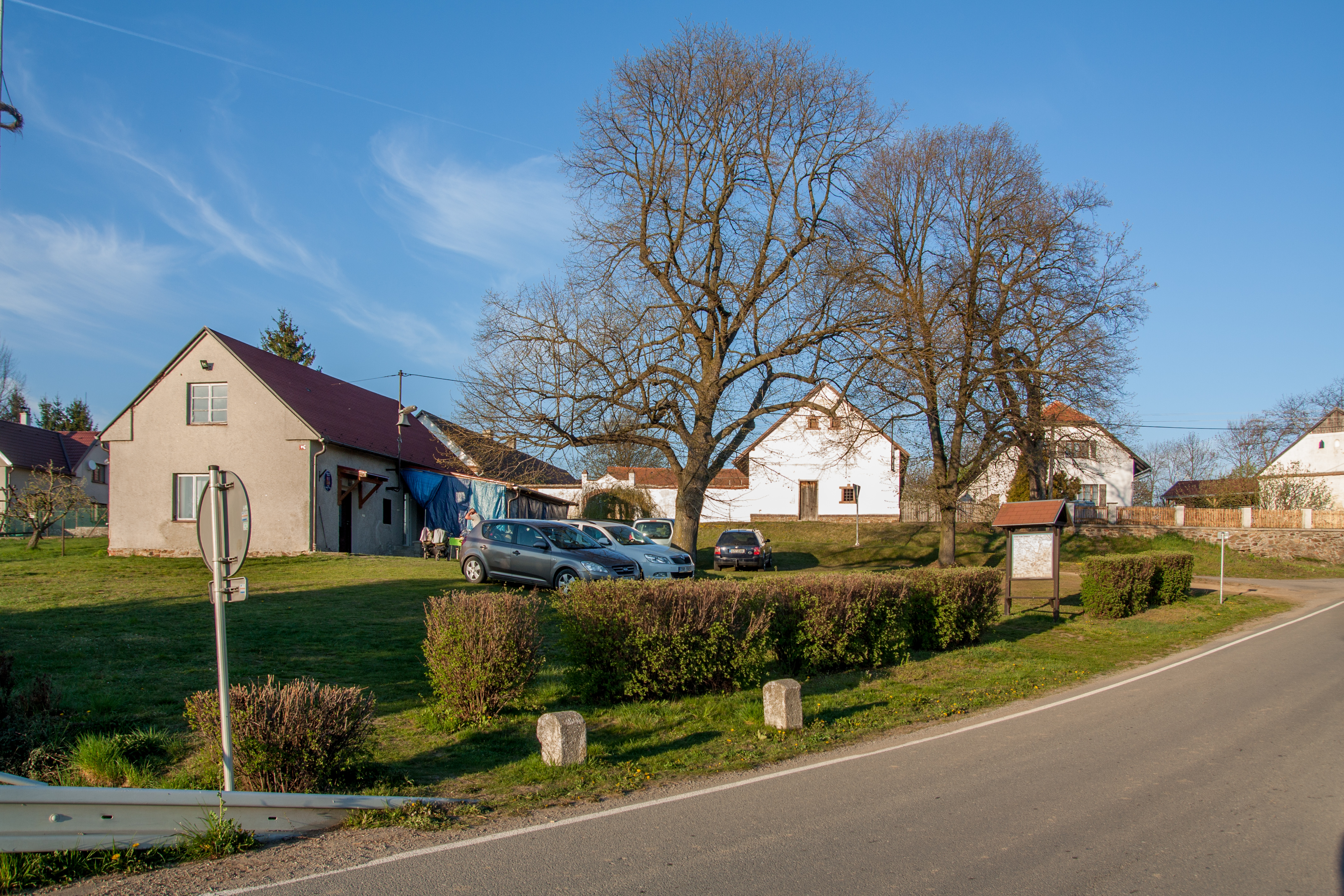